# Kadambes de Bayalnadu
Els kadambes de Bayalnadu o Bayalnad foren una branca de la dinastia Kadamba que va governar el districte de Wayanad (Bayalnadu) de la meitat del segle xi a la meitat del segle xii, com una dinastia feudatària.
Al segle xi els Gangues van perdre el Bayalnadu a mans dels Kadambes, uns feudataris del nord de Canara. Wayanad en aquell moment estava dividida en dues parts - Bira Bayalnad i Chagi Bayalnad. Una de les inscripcions a Mysore (al·ludint potser a la bellesa del país, que va atreure estrangers) parla del doble Bayalnad. La dinastia kadamba de Bayalnad va sorgir aleshores sota el seu cap Raviyammarasa amb Kirttipura al Punnad com la seva capital. Kanthirava (vers 1090) es descriu en una inscripció com a governant del Chagi-Bayalnad. Iravi-Challamma (1108) era governant del Bira-Bayalnad. vers el 1104 Vishnuvardhana Hoysala (vers 1104-1150) va envair Bayalnad però no el devia ocupar perquè el 1138 apareix governat pel rei kadamba Mukkanna.
El 1155 el general Bokkimayya o Bokkana del rei Narasimha I Hoysala (1152-1173) va sotmetre Tulu Nadu, Kongalva, Changalva i Bayalnadu. El 1161 va derrotar els kadambes a Bankapura el que va permetre al kalachuri Bijjala II que el 1157 s'havia independitzat dels Chalukya de Kalyani, prendre el poder a Banavasi.